# Composizioni di Dietrich Buxtehude

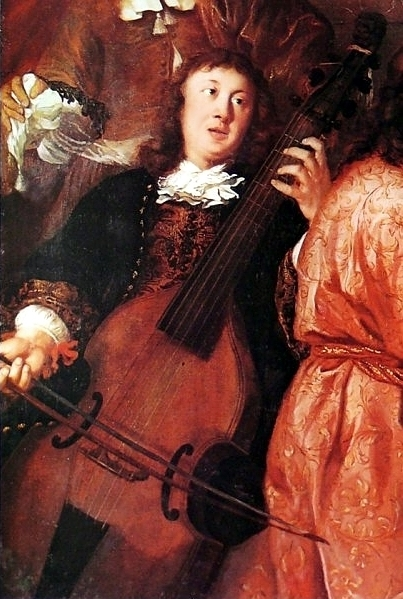
Buxtehude nel 1674.

Lista delle composizioni di Dietrich Buxtehude (1637/39-1707), ordinate per numero di catalogo secondo il Buxtehude-Werke-Verzeichnis (tedesco: catalogo delle opere di Buxtehude, comunemente abbreviato in BuxWV), un elenco compilato nel 1974 da Georg Karstädt e pubblicato come Thematisch-Systematisches Verzeichnis der Musikalischen Werke von Dietrich Buxtehude. La seconda edizione, pubblicata nel 1985, contiene alcune aggiunte e correzioni. Il catalogo, che non elenca le composizioni in ordine cronologico ma è strutturato tematicamente, contiene 275 lavori. All'interno della Anhang (appendice) ci sono altre composizioni spurie o erroneamente attribuite.

## Musica vocale

### Cantate
- BuxWV 1 - Accedite gentes, accurite populi (attribuzione dubbia).
- BuxWV 2 - Afferte Domino gloriam honorem.
- BuxWV 3 - All solch dein Güt wir preisen.
- BuxWV 4 - Alles, was ihr tut mit Worten oder mit Werken.
- BuxWV 5 - Also hat Gott die Welt geliebet.
- BuxWV 6 - An filius non est Dei, fons gratiae salus rei.
- BuxWV 7 - Aperite mihi portas justitiae.
- BuxWV 8 - Att du, Jesu, will mig höra.
- BuxWV 9 - Bedenke, Mensch, das Ende, bedenke deinen Tod.
- BuxWV 10 - Befiehl dem Engel, daß er komm.
- BuxWV 11 - Canite Jesu nostro citharae, cymbala, organa.
- BuxWV 12 - Cantate Domino canticum novum.
- BuxWV 13 - Das neugeborne Kindelein, das herzeliebe Jesulein.
- BuxWV 14 - Dein edles Herz, der Liebe Thron.
- BuxWV 15 - Der Herr ist mit mir, darum fürchte ich mich nicht.
- BuxWV 16 - Dies ist der Tag (perduta).
- BuxWV 17 - Dixit Dominus Domino meo.
- BuxWV 18 - Domine, savum fac regem et exaudi nos.
- BuxWV 19 - Drei schöne Dinge sind.
- BuxWV 20 - Du Friedefürst, Herr Jesu Christ.
- BuxWV 21 - Du Friedefürst, Herr Jesu Christ.
- BuxWV 22 - Du Lebensfürst, Herr Jesu Christ.
- BuxWV 23 - Ecce nunc benedicite Domino.
- BuxWV 24 - Eins bitte ich vom Herrn.
- BuxWV 25 - Entreißt euch, meine Sinnen.
- BuxWV 26 - Erfreue dich, Erde! Du Himmel erschall!
- BuxWV 27 - Erhalt uns, Herr, bei deinem Wort.
- BuxWV 28 - Fallax mundus ornat vultus.
- BuxWV 29 - Frohlocket mit Händen
- BuxWV 30 - Fürchtet euch nicht, siehe ich verkündige euch große Freude.
- BuxWV 31 - Fürwahr, er trug unsere Krankheit.
- BuxWV 32 - Gen Himmel zu dem Vater mein.
- BuxWV 33 - Gott fähret auf mit Jauchzen.
- BuxWV 34 - Gott hilf mir, denn das Wasser geht mit bis an die Seele.
- BuxWV 35 - Herr, auf dich traue ich.
- BuxWV 36 - Herr, ich lasse dich nicht.
- BuxWV 37 - Herr, nun läßt du deinen Diener in Frieden fahren.
- BuxWV 38 - Herr, wenn ich nur dich hab.
- BuxWV 39 - Herr, wenn ich nur dich habe.
- BuxWV 40 - Herren var Gud - Der Herr erhöre dich.
- BuxWV 41 - Herzlich lieb hab ich dich, o Herr.
- BuxWV 42 - Herzlich tut mich verlangen.
- BuxWV 43 - Heut triumphieret Gottes Sohn (attribuzione dubbia).
- BuxWV 44 - Ich bin die Auferstehung und das Leben.
- BuxWV 45 - Ich bin eine Blume zu Saron.
- BuxWV 46 - Ich habe Lust abzuscheiden.
- BuxWV 47 - Ich habe Lust abzuscheiden.
- BuxWV 48 - Ich halte es dafür, daß dieser Zeit Leiden der Herrlichkeit nicht wert sei.
- BuxWV 49 - Ich sprach in meinem Herzen.
- BuxWV 50 - Ich suchte des Nachts in meinem Bette.
- BuxWV 51 - Ihr lieben Christen, freut euch nun.
- BuxWV 52 - In dulci jubilo, nun singet und seid froh!
- BuxWV 53 - In te, Domine, speravi. Non confundat in aeternum.
- BuxWV 54 - Ist est recht, daß man dem Kaiser Zinse gebe oder nicht?
- BuxWV 55 - Je höher du bist, je mehr dich demütige.
- BuxWV 56 - Jesu dulcis memoria.
- BuxWV 57 - Jesu dulcis memoria.
- BuxWV 58 - Jesu komm mein Trost und Lachen.
- BuxWV 59 - Jesu meine Freud und Lust.
- BuxWV 60 - Jesu meine Freude, meines Herzens Weide.
- BuxWV 61 - Jesu, meiner Freuden Meister.
- BuxWV 62 - Jesu, meines Lebens Leben.
- BuxWV 63 - Jesulein, du Tausendschön, Blümlein aus dem Himmelsgarten.
- BuxWV 64 - Jubilate Domino, omnis terra.
- BuxWV 65 - Klinget mit Freuden, ihr klaron Klarinen.
- BuxWV 66 - Kommst du, Licht der Heiden.
- BuxWV 67 - Lauda anima mea Dominum.
- BuxWV 68 - Lauda Sion Salvatorem.
- BuxWV 69 - Laudate pueri, Dominum, laudate nomen Domini.
- BuxWV 70 - Liebster, meine Seele saget mit durchaus verliebtem Sinn.
- BuxWV 71 - Lobe den Herrn, meine Seele.
- BuxWV 72 - Mein Gemüt erfreuet sich.
- BuxWV 73 - Mein Herz ist bereit, Gott, daß ich singe und lobe.
- BuxWV 74 - Meine Seele, willtu ruhn.
- BuxWV 75 - Membra Jesu Nostri (raccolta di sette cantate).
  - BuxWV 75a - Ad pedes: Ecce super montes.
  - BuxWV 75b - Ad genua: Ad ubera portabimini.
  - BuxWV 75c - Ad manus: Quid sunt plagae istae.
  - BuxWV 75d - Ad latus: Surge amica mea.
  - BuxWV 75e - Ad pectus: Sicut modo geniti infantes.
  - BuxWV 75f - Ad cor: Vulnerasti cor meum.
  - BuxWV 75g - Ad faciem: Illustra faciem tuam.
- BuxWV 76 - Mit Fried und Freud (raccolta di due cantate).
  - BuxWV 76a - Mit Fried und Freud.
  - BuxWV 76b - Klag-Lied: Muss der Tod denn auch entbinden.
- BuxWV 77 - Nichts soll uns scheiden von der Liebe Gottes.
- BuxWV 78 - Nimm von uns, Herr, du treuer Gott.
- BuxWV 79 - Nun danket alle Gott.
- BuxWV 80 - Nun freut euch, ihr Frommen, mit nir.
- BuxWV 81 - Nun laßt uns Gott dem Herren Dank sagen.
- BuxWV 82 - O clemens, o mitis, o coelestis Pater.
- BuxWV 83 - O dulcis Jesu, o amor cordis mei.
- BuxWV 84 - O fröhliche Stunden, o fröhliche Zeit.
- BuxWV 85 - O fröhliche Stunden, o herrliche Zeit.
- BuxWV 86 - O Gott, wir danken deiner Güt'.
- BuxWV 87 - O Gottes Stadt, o güldnes Licht.
- BuxWV 88 - O Jesu mi dulcissime.
- BuxWV 89 - O lux beata Trinitas et principalis unitas.
- BuxWV 90 - O wie selig sind, die zu dem Abendmahl des Lammes berufen sind.
- BuxWV 91 - Pange lingua gloriosi, corporis mysterium.
- BuxWV 92 - Quemadmodum desiderat cervus.
- BuxWV 93 - Salve desiderium, salve clamor gentium.
- BuxWV 94 - Salve, Jesu, Patris gnate unigenite.
- BuxWV 95 - Schaffe in mir, Gott, ein rein Herz.
- BuxWV 96 - Schwinget euch himmelan, Herzen und Sinnen.
- BuxWV 97 - Sicut Moses exaltavit serpentem.
- BuxWV 98 - Singet dem Herren ein neues Lied.
- BuxWV 99 - Surrexit Christus hodie.
- BuxWV 100 - Wachet auf, ruft uns die Stimme.
- BuxWV 101 - Wachet auf, ruft uns die Stimme.
- BuxWV 102 - Wär Gott nicht mit uns diese Zeit.
- BuxWV 103 - Walts Gott, mein Werk ich lasse.
- BuxWV 104 - Was frag ich nach der Welt und allen ihren Schätzen.
- BuxWV 105 - Was mich auf dieser Welt betrübt.
- BuxWV 106 - Welt packe dich, ich sehne mich nur nach dem Himmel.
- BuxWV 107 - Wenn ich, Herr Jesu, habe dich.
- BuxWV 108 - Wie schmekt es so lieblich und wohl.
- BuxWV 109 - Wie soll ich dich empfangen.
- BuxWV 110 - Wie wird erneuet, wie wird erfreuet.
- BuxWV 111 - Wo ist doch mein Freund gelieben?
- BuxWV 112 - Wo soll ich fliehen hin?

### Brani liturgici
- BuxWV 113 - Mottetto Benedicam Dominum in omni tempore.
- BuxWV 114 - Missa brevis.

### Arie nuziali
- BuxWV 115 - Auf, Saiten, auf! Lasst euren Schall erklingen!
- BuxWV 116 - Auf, stimmet die Saiten, Gott Phoebus tritt ein.
- BuxWV 117 - Deh credete il vostro vanto.
- BuxWV 118 - Gestreuet mit Bleumen.
- BuxWV 119 - Klinget fur Freuden, ihr larmen Klarinen.
- BuxWV 120 - O fröhliche Stunden, o herrlicher Tag.
- BuxWV 121 - Opachi boschetti (frammento).
- BuxWV 122 - Schlagt, Künstler, die Pauken und Saiten.

### Canoni
- BuxWV 123 - Canon duplex per Augmentationem.
- BuxWV 124 - Canon à 3 in Epidiapente et Epidiapason.

### Composizioni perdute
- BuxWV 125 - Mottetto Christum lieb haben ist viel besser.
- BuxWV 126 - Musica per l'inaugurazione dell'altare di Fredenhagen.
- BuxWV 127 - Mottetto Pallidi salvete.

### Abendmusiken
- BuxWV 128 - Die Hochzeit des Lammes / Und die Freudenvolle Einholung der Braut zu derselben (perduta).
- BuxWV 129 - Das allerschröcklichste und Allererfreulichste, nemlich Ende der Zeit und Anfang der Ewigkeit (perduta).
- BuxWV 130 - Himmlische Seelenlust auf Erden (perduta).
- BuxWV 131 - Der verlorene Sohn (perduta).
- BuxWV 132 - Hundertjähriges Gedicht (perduta).
- BuxWV 133 - Die Abendmusiken des Jahres 1700 (perduta).
- BuxWV 134 - Castrum Doloris (perduta).
- BuxWV 135 - Templum Honoris (perduta).

## Composizioni per organo

### Lavori liberi
- BuxWV 136 - Preludio in do maggiore.
- BuxWV 137 - Preludio, fuga e ciaccona in do maggiore.
- BuxWV 138 - Preludio in do maggiore.
- BuxWV 139 - Preludio in re maggiore.
- BuxWV 140 - Preludio in re maggiore.
- BuxWV 141 - Preludio in mi maggiore.
- BuxWV 142 - Preludio in mi maggiore.
- BuxWV 143 - Preludio in mi minore.
- BuxWV 144 - Preludio in fa maggiore.
- BuxWV 145 - Preludio in fa maggiore.
- BuxWV 146 - Preludio in fa diesis minore.
- BuxWV 147 - Preludio in sol maggiore.
- BuxWV 148 - Preludio in sol minore.
- BuxWV 149 - Preludio in sol minore.
- BuxWV 150 - Preludio in sol minore.
- BuxWV 151 - Preludio in la maggiore.
- BuxWV 152 - Preludio in la minore.
- BuxWV 153 - Preludio in la minore.
- BuxWV 154 - Preludio in si bemolle maggiore.
- BuxWV 155 - Toccata in re minore.
- BuxWV 156 - Toccata in fa maggiore.
- BuxWV 157 - Toccata in fa maggiore.
- BuxWV 158 - Preambolo in la minore.
- BuxWV 159 - Ciaccona in do minore.
- BuxWV 160 - Ciaccona in mi minore.
- BuxWV 161 - Passacaglia in re minore.
- BuxWV 162 - Preludio in sol maggiore.
- BuxWV 163 - Preludio in sol minore.
- BuxWV 164 - Toccata in sol maggiore.
- BuxWV 165 - Toccata in sol maggiore.
- BuxWV 166 - Canzona in do maggiore.
- BuxWV 167 - Canzonetta in do maggiore.
- BuxWV 168 - Canzonetta in re minore.
- BuxWV 169 - Canzonetta in mi minore.
- BuxWV 170 - Canzona in sol maggiore.
- BuxWV 171 - Canzonetta in sol maggiore.
- BuxWV 172 - Canzonetta in sol maggiore.
- BuxWV 173 - Canzonetta in sol minore.
- BuxWV 174 - Fuga in do maggiore.
- BuxWV 175 - Fuga in do maggiore.
- BuxWV 176 - Fuga in si bemolle maggiore.

### Preludi ai corali e magnificat
- BuxWV 177 - Ach Gott und Herr
- BuxWV 178 - Ach Herr, mich armen Sünder.
- BuxWV 179 - Auf meinen lieben Gott.
- BuxWV 180 - Christ, unser Herr, zum Jordan kam.
- BuxWV 181 - Danket dem Herren, denn er ist sehr freundlich.
- BuxWV 182 - Der Tag, der ist so freudenreich.
- BuxWV 183 - Durch Adams Fall ist ganz verderbt.
- BuxWV 184 - Ein feste Burg ist unser Gott.
- BuxWV 185 - Erhalt uns, Herr, bei deinem Wort.
- BuxWV 186 - Es ist das Heil uns kommen her.
- BuxWV 187 - Es spricht der Unweisen Mund wohl.
- BuxWV 188 - Gelobet seist du, Jesu Christ.
- BuxWV 189 - Gelobet seist du, Jesu Christ.
- BuxWV 190 - Gott der Vater wohn uns bei.
- BuxWV 191 - Herr Christ, der einig Gottes Sohn.
- BuxWV 192 - Herr Christ, der einig Gottes Sohn.
- BuxWV 193 - Herr Jesu Christ, ich weiß gar wohl.
- BuxWV 194 - Ich dank dir, lieber Herre.
- BuxWV 195 - Ich dank dir schon durch deinen Sohn.
- BuxWV 196 - Ich ruf zu dir, Herr Jesu Christ.
- BuxWV 197 - In dulci jubilo.
- BuxWV 198 - Jesus Christus, unser Heiland, der den Tod überwand.
- BuxWV 199 - Komm, heiliger Geist, Herre Gott.
- BuxWV 200 - Komm, heiliger Geist, Herre Gott.
- BuxWV 201 - Kommt her zu mir, spricht Gottes Sohn.
- BuxWV 202 - Lobt Gott, ihr Christen, allzugleich.
- BuxWV 203 - Magnificat Primi Toni.
- BuxWV 204 - Magnificat Primi Toni.
- BuxWV 205 - Magnificat Noni Toni.
- BuxWV 206 - Mensch, willt du leben seliglich.
- BuxWV 207 - Nimm von uns, Herr, du treuer Gott.
- BuxWV 208 - Nun bitten wir den heiligen Geist.
- BuxWV 209 - Nun bitten wir den heiligen Geist.
- BuxWV 210 - Nun freut euch, lieben Christen g'mein.
- BuxWV 211 - Nun komm, der Heiden Heiland.
- BuxWV 212 - Nun lob, mein Seel, den Herren.
- BuxWV 213 - Nun lob, mein Seel, den Herren.
- BuxWV 214 - Nun lob, mein Seel, den Herren.
- BuxWV 215 - Nun lob, mein Seel, den Herren.
- BuxWV 216 - O Lux beata, Trinitas (frammento).
- BuxWV 217 - Puer natus in Bethlehem.
- BuxWV 218 - Te Deum.
- BuxWV 219 - Vater unser im Himmelreich.
- BuxWV 220 - Von Gott will ich nicht lassen.
- BuxWV 221 - Von Gott will ich nicht lassen.
- BuxWV 222 - War Gott nicht mit uns diese Zeit.
- BuxWV 223 - Wie schön leuchtet der Morgenstern.
- BuxWV 224 - Wir danken dir, Herr Jesu Christ.
- BuxWV 225 - Canzonetta in la minore.

## Composizioni per strumento a tastiera

### Suite
- BuxWV 226 - Suite in do maggiore.
- BuxWV 227 - Suite in do maggiore.
- BuxWV 228 - Suite in do maggiore.
- BuxWV 229 - Suite in do maggiore (attribuzione dubbia).
- BuxWV 230 - Suite in do maggiore.
- BuxWV 231 - Suite in do maggiore.
- BuxWV 232 - Suite in re maggiore.
- BuxWV 233 - Suite in re minore.
- BuxWV 234 - Suite in re minore.
- BuxWV 235 - Suite in mi minore.
- BuxWV 236 - Suite in mi minore.
- BuxWV 237 - Suite in mi minore.
- BuxWV 238 - Suite in fa maggiore.
- BuxWV 239 - Suite in fa maggiore.
- BuxWV 240 - Suite in sol maggiore.
- BuxWV 241 - Suite in sol minore.
- BuxWV 242 - Suite in sol minore.
- BuxWV 243 - Suite in la maggiore.
- BuxWV 244 - Suite in la maggiore.

### Variazioni e miscellanea
- BuxWV 245 - Courante con otto 8 variazioni in la minore.
- BuxWV 246 - Aria con dieci variazioni in do maggiore.
- BuxWV 247 - Aria More Palatino con dodici variazioni.
- BuxWV 248 - Aria Rofilis con tre variazioni in re minore.
- BuxWV 249 - Aria con tre variazioni in la minore.
- BuxWV 250 - Aria La Capricciosa con trentadue variazioni in sol maggiore.
- BuxWV 251 - Sette suite Die Natur, oder Eigenschaft der Planeten (perdute).

## Musica da camera
- Sette sonate Op. 1 (1694):
  - BuxWV 252 - Sonata in fa maggiore per violino, viola da gamba e basso continuo.
  - BuxWV 253 - Sonata in sol maggiore per violino, viola da gamba e basso continuo.
  - BuxWV 254 - Sonata in la minore per violino, viola da gamba e basso continuo.
  - BuxWV 255 - Sonata in si bemolle maggiore per violino, viola da gamba e basso continuo.
  - BuxWV 256 - Sonata in do maggiore per violino, viola da gamba e basso continuo.
  - BuxWV 257 - Sonata in re minore per violino, viola da gamba e basso continuo.
  - BuxWV 258 - Sonata in mi minore per violino, viola da gamba e basso continuo.
- Sette sonate Op. 2 (1696):
  - BuxWV 259 - Sonata in si bemolle maggiore per violino, viola da gamba e basso continuo.
  - BuxWV 260 - Sonata in re maggiore per violino, viola da gamba e basso continuo.
  - BuxWV 261 - Sonata in sol minore per violino, viola da gamba e basso continuo.
  - BuxWV 262 - Sonata in do minore per violino, viola da gamba e basso continuo.
  - BuxWV 263 - Sonata in la minore per violino, viola da gamba e basso continuo.
  - BuxWV 264 - Sonata in mi maggiore per violino, viola da gamba e basso continuo.
  - BuxWV 265 - Sonata in fa maggiore per violino, viola da gamba e basso continuo.
- BuxWV 266 - Sonata in do maggiore per due violini, viola da gamba e basso continuo.
- BuxWV 267 - Sonata in re maggiore per viola da gamba, violone e basso continuo.
- BuxWV 268 - Sonata in re maggiore per viola da gamba e basso continuo (attribuzione dubbia).
- BuxWV 269 - Sonata in fa maggiore per due violini, viola da gamba e basso continuo.
- BuxWV 270 - Sonata in fa maggiore per due violini e basso continuo (frammento).
- BuxWV 271 - Sonata in sol maggiore per due violini, viola da gamba e basso continuo.
- BuxWV 272 - Sonata in la minore per violin, viola da gamba e basso continuo.
- BuxWV 273 - Sonata in si bemolle maggiore per violino, viola da gamba e basso continuo.
- BuxWV 274 - Sonata (perduta).
- BuxWV 275 - Sonata (perduta).

## Appendice

### Opere dubbie
- BuxWV Anh. 1 - Magnificat anima mea Domine.
- BuxWV Anh. 2 - Man singet mit Freuden vom Sieg.
- BuxWV Anh. 3 - Oratorio Das jüngste Gericht.
- BuxWV Anh. 4 - Natalia Sacra (perduta).
- BuxWV Anh. 5 - Sonata in re minore.
- BuxWV Anh. 6 - Courante in re minore per clavicembalo.
- BuxWV Anh. 7 - Courante in sol maggiore per clavicembalo.
- BuxWV Anh. 8 - Symphonia in sol maggiore.

### Composizioni erroneamente attribuite
- BuxWV Anh. 9 - Cantata Erbam dich mein, o Herre Gott (di Ludwig Busbetzky).
- BuxWV Anh. 10 - Salmo Laudate Dominum omnes gentes (di Ludwig Busbetzky).
- BuxWV Anh. 11 - Preludio al corale Erhalt uns Herr, bei deinem Wort per tastiera (autore sconosciuto, ma attribuito a Georg Böhm o Johann Pachelbel).
- BuxWV Anh. 12 - Suite in re minore per clavicembalo (di Nicolas Lebègue).
- BuxWV Anh. 13 - Suite in re minore per clavicembalo (by Nicolas Lebègue).
- BuxWV Anh. 14 - Preludio al corale Christ lag in Todesbanden per organo (di Nicolaus Vetter).
- BuxWV Anh. 15 - Kyrie per coro, due violini e basso continuo (di J. Bocksdehude (?)).